# 米仓山龙蜥
米仓山龙蜥（学名：Diploderma micangshanense）为鬣蜥科龙蜥属的爬行动物。在中国大陆，分布于陕西等地，其标本采集自山坡草丛中。其生存的海拔范围为700至750米。该物种的模式产地在陕西宁强。其种加词“micangshanense”意为“米仓山的”。
2020年部分中国学者建议将 Japalura 的中文名改为“龍蜥屬”，而将 Diploderma 的中文属名改名为“攀蜥屬”。故本种在有些资料中又被称为“米仓山攀蜥”。然而也有学者反对这种不必要的中文名变更，建议维持物种中文名的稳定性。在中国科学院昆明动物研究所研究人员主编的《中国两栖、爬行动物分类变动汇总》中也未接收该建议，仍将 Diploderma 称为“龙蜥属”。

## 保护
本种于2023年被收录入《有重要生态、科学、社会价值的陆生野生动物名录》。